# آکیهیتو وادا
آکیهیتو وادا (انگلیسی: Akihito Wada؛ زادهٔ ۱۰ ژانویهٔ ۱۹۴۷)  بازیکن هاکی روی چمن اهل ژاپن است.
وی در مسابقات کشوری و بین‌المللی در مجموع برندهٔ ۲ مدال برنز شده‌است.